# Емкендорф
Емкендорф (нім. Emkendorf) — громада в Німеччині, розташована в землі Шлезвіг-Гольштейн. Входить до складу району Рендсбург-Екернферде. Складова частина об'єднання громад Норторфер-Ланд.
Площа — 38,93 км2. Населення становить 1355 ос. (станом на 31 грудня 2020).

## Галерея

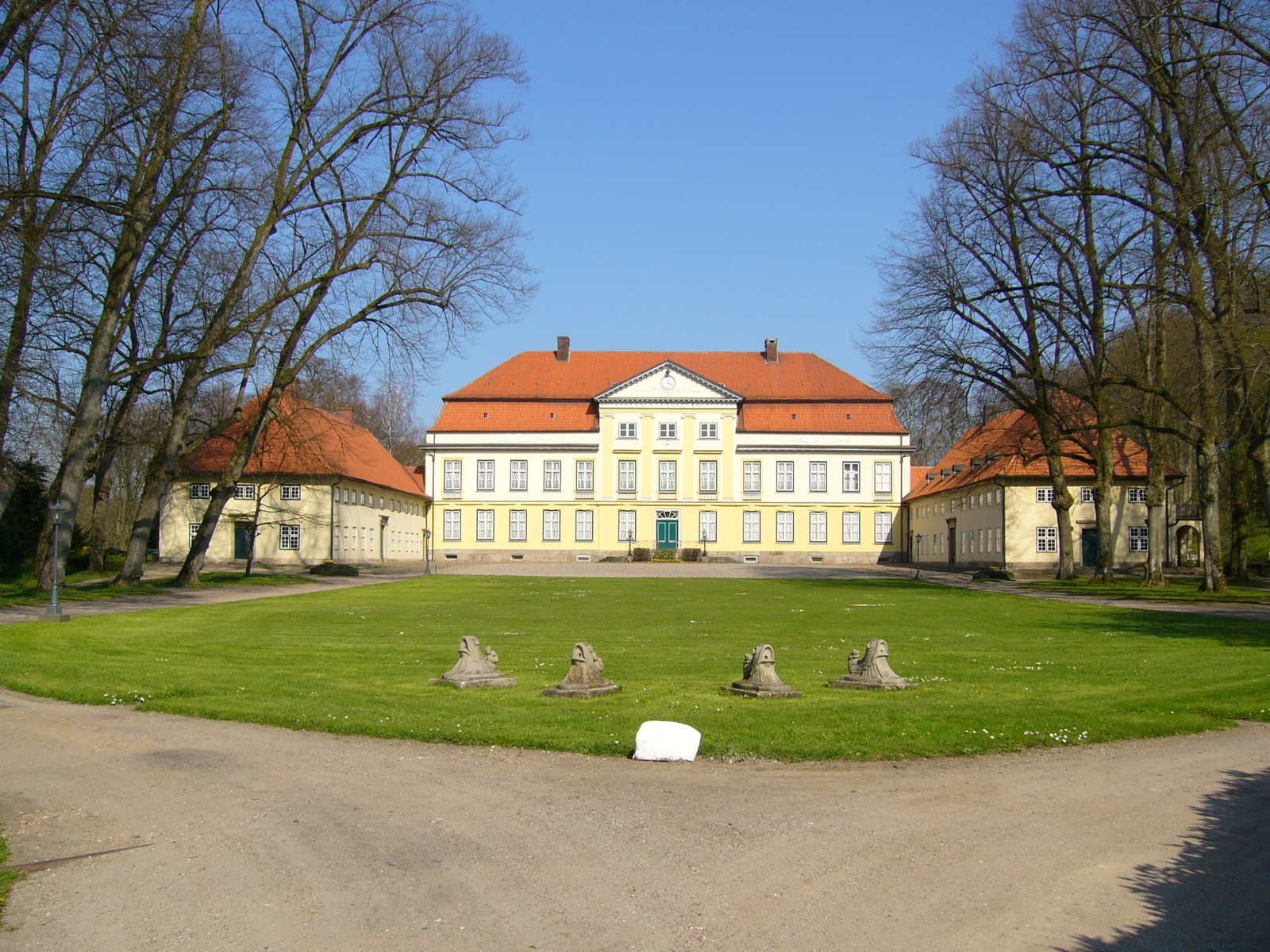